# M.M.D.C.

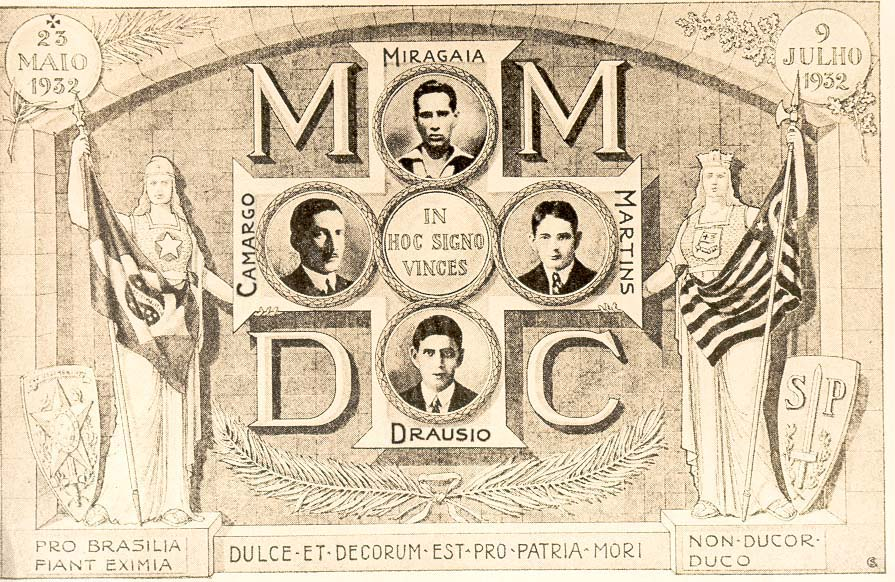
Cartão-postal em homenagem ao MMDC, com as inscrições em latim: Dulce et decorum est pro patria mori (“é doce e honrado morrer pela pátria”), Pro brasilia fiant eximia (“pelo Brasil faça-se o melhor”), Non ducor, duco (“não sou conduzido, conduzo”) e In Hoc Signo Vinces ("Com este sinal vencerás")

M.M.D.C. é o acrônimo pelo qual se tornaram representados os nomes dos mártires do Movimento Constitucionalista de 1932, que culminou no levante denominado como Revolução Constitucionalista, eclodido em 9 de julho daquele ano. As iniciais representam os nomes dos manifestantes paulistas Martins, Miragaia, Dráusio e Camargo, mortos por tropas federais ligadas ao Partido Popular Paulista (PPP), um grupo político-militar sustentáculo do regime de Getúlio Vargas, em uma manifestação ocorrida na noite de 23 de maio de 1932, evento que antecedeu e foi uma das razões para o grande conflito daquele ano. A sigla também representou a organização clandestina que conspirou para o levante e posteriormente coordenou os esforços de guerra, no recrutamento, arrecadação de fundos e recursos, bem como a distribuição desses para os soldados do Exército Constitucionalista.
Atualmente, os restos mortais dos estudantes estão sepultados no mausoléu do Obelisco do Ibirapuera, em São Paulo, e seus nomes estão incluídos no Livro de Heróis da Pátria.

## Histórico

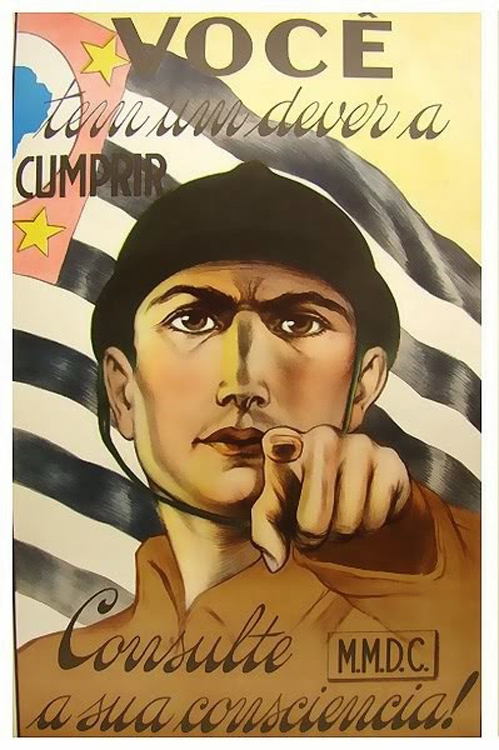
Cartaz convocando a população à luta

Em 1932, o Brasil vivia um período do regime de Getúlio Vargas em que era governado de forma discricionária, sem uma Constituição Federal que delimitasse os poderes do Presidente da República ou estabelecesse as articulações entre os três poderes. Somando-se a isso, tampouco havia Congresso Nacional, Assembleia legislativa e Câmaras municipais. Além disso, os estados federados perderam grande parte da autonomia que tinham na vigência da Constituição de 1891, pois Vargas nomeava interventores leais ao seu regime e em sua maioria "tenentes" ligados ao Clube 3 de Outubro, que por vezes entravam em atritos com os grupos políticos dos respectivos estados. A situação de São Paulo nesse contexto era uma das mais críticas do país, dado a contínua e crescente insatisfação com a forma com que Vargas lidava politicamente com o estado.
Contrários à ditadura Vargas, a população paulista começou a protestar, o que resultou em uma série de manifestações iniciada por aquela ocorrida na Praça da Sé em 25 de janeiro de 1932, no dia do aniversário da cidade de São Paulo, em que se aglomeraram cerca de 100 mil pessoas. Ao longo dos meses seguintes a insatisfação popular se acentuou.
No dia 23 de maio de 1932, durante outra manifestação, um grupo tentou invadir a sede do Partido Popular Paulista (PPP), ex-Liga Revolucionária, um grupo político-militar encabeçado por Miguel Costa, fundado após a Revolução de 1930 e sustentáculo estadual do regime de Getúlio Vargas, cuja sede era na Rua Barão de Itapetininga esquina com a Praça da República, na cidade de São Paulo. Os governistas da organização político-militar, se antecipando à provável invasão, resistiram por meio de armas e granadas tão logo os manifestantes se postaram na frente do edifício. Após a fuzilaria, houve vários feridos e mortos, entre os quais, os nomes das pessoas que deram origem a sigla M.M.D.C:
- Mário Martins de Almeida,
- Euclides Miragaia,
- Dráusio Marcondes de Sousa e
- Antônio Américo Camargo de Andrade.

Os jovens Martins, Miragaia e Camargo pereceram já durante o confronto. O jovem Dráusio, na data com 14 anos, morreu cinco dias depois no hospital de uma peritonite traumática, em virtude dos ferimentos. Um quinto ferido, o jovem Orlando de Oliveira Alvarenga, morreu em 12 de agosto de 1932, após quase três meses internado no mesmo hospital e no quarto ao lado onde antes falecera Dráusio. Por essa razão não teve seu nome associado ao movimento.
O jornal A Gazeta, na edição de 24 de maio de 1932, apresentou detalhes da ocorrência da noite anterior em uma reportagem de capa, conforme os trechos principais:

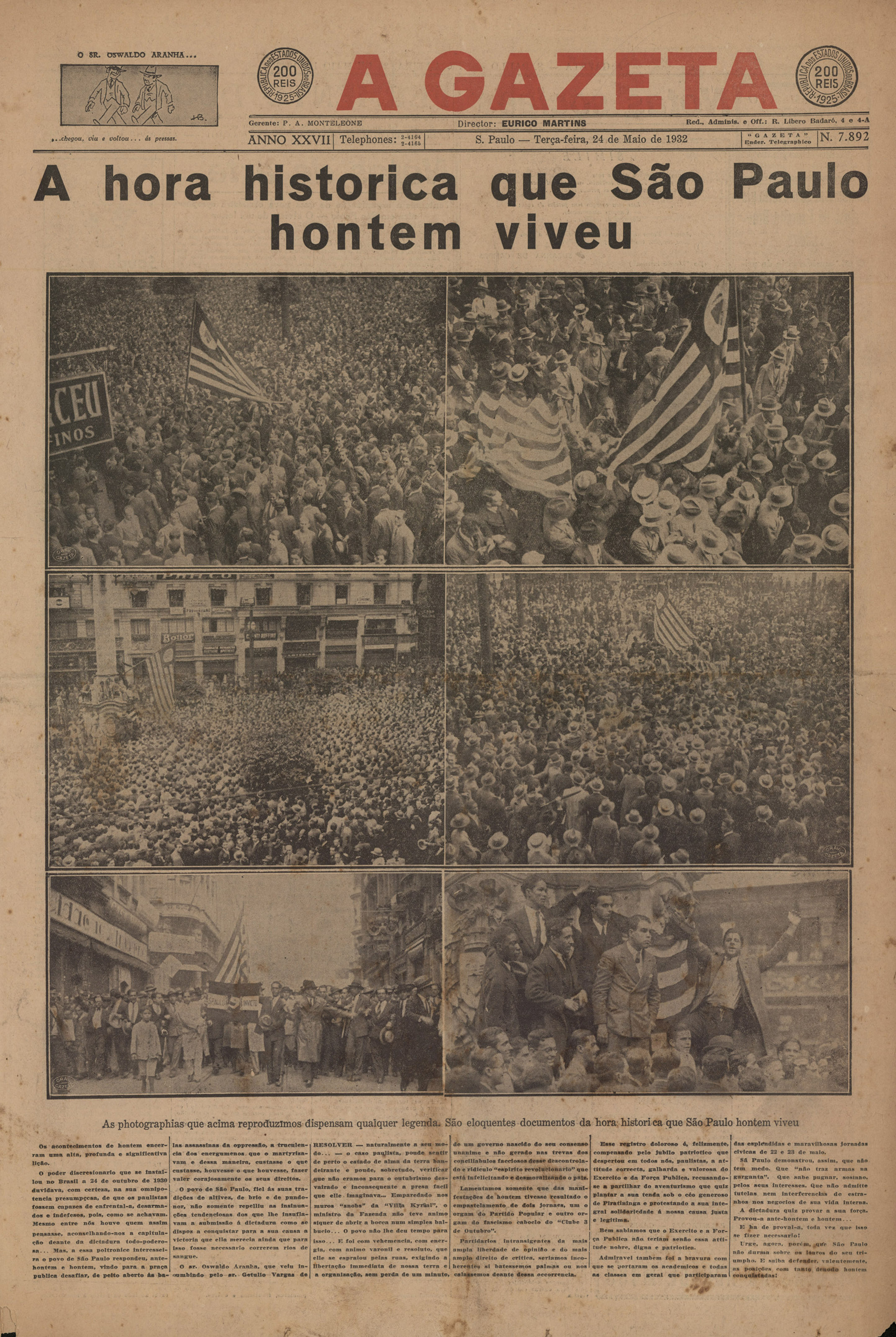
Primeira página do jornal paulistano
A Gazeta de 24 de maio de 1932

| “ | Um tanto desprevenidos, os que se dirigiam ao P.P.P. logo trataram de forçar a entrada do prédio em que está installada essa agremiação, tentando, ainda escalar a parede principal. Nesse momento, entretanto, foram surprehendidos por violenta descarga de armas de fogo, partida de um dos andares do edifício. Este inesperado ataque poz em pânico os populares, que se dispersaram, espalhando-se pelas adjacências. Mas, refeitos da surpreza, tornaram a concentrar-se promptos a responder aos tiros contra elles disparados. Elegendo as arvores do jardim da praça como trincheiras, os populares servindo-se de seus revólveres, trataram de obter um desforço, rompendo fogo cerrado contra a sede. Os que estavam acoutados nesta também respondiam intensamente com suas armas automáticas. Em poucos minutos o local se transformou em verdadeira praça de guerra. Os que estavam alheios ao conflicto trataram de abrigar-se nas raras casas que conservavam suas portas abertas. Cerca de um quarto de hora decorreu, até que um esquadrão de cavallaria surgiu. O seu commandante estava incumbido de normalizar a situação. Tentativa inútil porque á sua apparição violentíssimo tiro de barragem, feito com fuzis-metralhadora, partiu da sede do P.P.P. Também foi solicitada a presença de bombeiros. Os valentes soldados do fogo equalmente nada puderam fazer, visto que os sitiados descarregaram suas armas contra os milicianos, obrigando-os a retroceder. A medida que o tempo corria, mais e mais se exaltavam os ânimos dos populares que de vez em vez procuravam achegar-se ao prédio em que está situada a sede do P.P.P. Mas por mais esforços que dispendessem, essas tentativas eram repellidas. Finalmente, servindo-se de um bonde que surgira, foram até ás proximidades. A multidão, porém, foi alvo de intensa fuzilaria. Enquanto isso, o serviço de soccorro era feito pelas ambulâncias da Assistencia Publica, que também eram attingidas propositalmente pelos tiros partidos da sede da antiga Legião. Os feridos, após os primeiros curativos de emergência, na sua maioria eram transportados para o hospital da Santa Casa. Vão passando as horas. Nesse intermédio, verifica-se que os sitiados estavam de posse de grande quantidade de munição, porquanto até de granadas de mão se serviam para afastar a multidão. O cerco, todavia, a mais e mais se intensificava. Também do lado da praça da Republica era feito fogo contra os populares. Um deste, foi attingido em cheio por uma granada de mão, tendo morte instantânea. A confusão era horrível e o povo, indignado com a attitude da gente que se escondia no P.P.P. decidira, de qualquer forma, entrar na sede. Os bombeiros chegados ao local, nada puderam fazer pois foram também recebidos a bala, retirando-se logo para regressarem de novo, armados. Até quasi duas horas de hoje era intensa a fuzilaria. Uma ambulância e um carro de bombeiros foram attingidos por granadas. — A Gazeta, 24 de maio de 1932. | ” |

Logo após o atentado, foi criada a sigla MMDC a partir dos nomes de Martins, Miragaia, Dráusio e Camargo, para representar os mártires da causa Constitucionalista. Essa sigla ao mesmo tempo passou a representar uma organização civil clandestina que inicialmente passou a conspirar para o levante contra a ditadura de Getúlio Vargas. Após eclodido o levante, em 9 de julho de 1932, a organização passou a realizar o recrutamento dos voluntários para os combates, treinamento militar e demais esforços de guerra, além de arrecadar fundos e recursos em prol do conflito. Durante o levante, a organização fazia uma intensa e coordenada campanha por todo o estado de São Paulo para o alistamento voluntário. O levante veio a ser denominado de Revolução Constitucionalista.

## Inquérito policial
Em junho de 2013, o inquérito policial aberto ainda no dia do atentado foi recuperado por pesquisadores do museu do Tribunal de Justiça de São Paulo e disponibilizado ao público. O documento histórico é o exame mais detalhado sobre o fatídico evento, em que é apresentado, por exemplo, a identidade dos feridos e dos mortos, além de apresentar o exame do corpo de delito das vítimas, bem como os vários depoimentos de testemunhas oculares que esclarecem a dinâmica dos eventos que culminou no massacre. Dentre as informações disponíveis no documento está, por exemplo, a autópsia de Mário Martins de Almeida, que constatou que o seu corpo recebeu múltiplas perfurações por projéteis de arma de fogo em trajetória diagonal, indicando que ele foi alvejado por disparos de uma posição superior. Além disso, sofreu várias perfurações no corpo e no rosto por estilhaços de granadas de mão. As lesões que sofreu atingiram vários órgãos vitais, além de causar hemorragia. As informações sobre os demais mortos e feridos também apresentaram características similares.
De acordo com as testemunhas, entre as 22h30 e 23h00 do dia 23 de maio de 1932, após um animado comício, uma grande massa popular, que segundo estimativas dos depoentes era de cerca de 300 pessoas, se encaminharam para a sede do PPP (sigla para Partido Popular Paulista, ex-Legião Revolucionária e que consistia em um grupo de apoio político-militar a ditadura Vargas) então sediado na Rua Barão de Itapetininga, esquina com a Praça da República, com o objetivo de empastelar o prédio. Contudo, ao chegarem no local e após ter se consolidado a aglomeração de pessoas, e precisamente no momento em que chegava um caminhão do corpo de bombeiros, os manifestantes foram fuzilados a esmo por soldados posicionados nas janelas daquele edifício. Houve de imediato vários feridos e mortos, dentre os nomes dos feridos internados que constam no inquérito está o de Sebastião Vergueiro dos Santos, Sebastião Alves de Oliveira, Orlando de Oliveira Alvarenga, Dráusio Marcondes de Sousa, Francisco Antonio Valente, Moacyr de Oliveira, João Baptista de Oliveira Filho, Manoel Jacinto Lessa, Emilio Almeida Bessa, Mario Rodrigues, Ignácio Cruz, Domingos Nobrega Filho, e dos três mortos Mário Martins de Almeida, Euclides Miragaia e Antônio Camargo de Andrade (Dráusio morreu cinco dias depois e Orlando Alvarenga morreu 3 meses depois). Os feridos sofreram múltiplas lesões e dilaceramentos por conta dos projéteis de arma de fogo e de estilhaços de granadas de mão.
Segundo o depoimento de Sebastião Alves de Oliveira (ferido na manifestação, embora tenha declarado não ter feito parte dela), havia muitas pessoas na multidão que estariam armadas naquela ocasião, algo que ele também presumiu dado que na época era comum o porte de arma, embora essa informação não tenha sido corroborada pelas demais testemunhas. O depoente também afirmou que os primeiros tiros partiram dos soldados de dentro daquele edifício. Contudo, exceto pela fuzilaria dos soldados, Sebastião e as demais testemunhas não confirmaram terem visto troca de tiros de parte a parte, isto é, um confronto armado entre a multidão e os soldados do PPP, ou mesmo disparos vindos dos manifestantes em direção ao edifício, considerando a hipótese de um possível assalto armado ao prédio pelos manifestantes ou mesmo uma reação à fuzilaria inicial dos soltados. Dráuzio Marcondes de Sousa, apesar de internado com gravidade, conseguiu prestar um ligeiro depoimento aos investigadores, em que afirmou ter ouvido muitos disparos, mas não soube precisar de que direções vinham. Dráuzio, apesar de ter passado por uma cirurgia bem-sucedida para contenção da hemorragia na região do abdómen onde foi alvejado, morreu na madrugada de 28 de maio de 1932 devido a uma peritonite traumática.
É possível observar também no inquérito policial a descoberta de que a 2.ª Região Militar do Exército Brasileiro, sediada na capital de São Paulo, tinha em seus arquivos a lista precisa de pessoas que se encontravam dentro do prédio do PPP na ocasião do fatídico episódio de 23 de maio. Contudo, o documento foi negado pelos militares aos investigadores, tampouco foi autorizado o depoimento de pessoas ligadas à organização, mesmo nos anos subsequentes à Revolução Constitucionalista. Os investigadores também não puderam descobrir se houve feridos entre as pessoas que se encontravam naquele prédio, seja devido a supostos disparos vindos da multidão ou por agressões físicas, tampouco constataram a presença de marcas de disparos nas paredes externas do prédio sede do PPP. Houve apenas a informação de que no térreo do prédio, na calçada em frente, havia um pequeno incêndio sobre entulhos feito pelos primeiros manifestantes que chegaram ao local na tentativa de invasão do prédio.
A investigação ficou paralisada entre 1936 e novembro de 1954, data em que foi encerrada definitivamente sem quaisquer atribuições de responsabilidades pelo ocorrido, por conta da prescrição de crimes prevista no art. 85 do código penal vigente naquela data.

## Milícia civil
A sigla MMDC também representou a organização cívica e paramilitar paulista dedicada aos esforços de guerra da Revolução Constitucionalista. Fundada em 24 de maio de 1932 — no dia seguinte ao massacre perpetrado na Rua Barão de Itapetininga com a Praça da República — a princípio, iniciou as suas atividades como sociedade secreta. Seria esse o embrião daquilo que se tornaria a MMDC.
No contexto do movimento constitucionalista, do processo que culminaria na Revolução Constitucionalista e do massacre de 23 de maio, diversos grupos em São Paulo chegaram à conclusão da necessidade de fundar uma organização cívica e paramilitar como vanguarda revolucionária, em oposição à ditadura. A ideia era integrar a atuação de diversos grupos políticos e grupos da sociedade civil, de modo a agirem coordenadamente no sentido da preparação civil e militar para a revolução. Entre esses grupos, estavam a Liga da Defesa Paulista e a Liga Paulista Pró-Constituinte, o Partido Democrático, o Partido Republicano Paulista, Associação Comercial de São Paulo, Associações da sociedade civil e os mais destacados órgãos de imprensa.
Paulo Nogueira Filho, membro do Partido Democrático, propôs a criação em reunião realizada no Clube Comercial, segundo ele, o objetivo era uma “sociedade secreta destinada à formação e direção de uma organização civil paramilitar, tendo por objetivo a defesa da autonomia de São Paulo”. Os signatários do documento que deu origem a organização foram: Antônio Pietscher, Paulo Nogueira Filho, Gastão Saraiva, Carlos de Sousa Nazaré (presidente da Associação Comercial de São Paulo) e Edgar Batista Pereira. Posteriormente passaram a integrar a diretoria Antônio Pacheco e Silva e Sílvio de Campos. Também decidiram enfim denominar a organização com a sigla dos nomes dos mártires de 23 de maio, que por consequência da própria atuação cívica da entidade se tornaria amplamente conhecida e perpetuada na memória paulista.
As suas atividades iniciaram ainda em maio de 1932 e foi organizada em três diretorias: a direção geral de abastecimento, a intendência geral e o departamento de finanças, as quais eram subordinadas a um conselho geral. A primeira diretoria era composta por: Sílvio de Campos, Prudente de Morais Neto, Carlos de Sousa Nazaré, Antônio Pereira Lima, Antônio Carlos Pacheco e Silva, Aureliano Leite e Antônio Pietscher.
Na véspera da Revolução Constitucionalista, a MMDC dedicou-se na unificação dos núcleos paulistas de oposição à ditadura, na arregimentação de voluntários e na preparação militar de grupos de ação. A parte de técnica-militar ficou incumbida ao capitão Antônio Pietscher, coronel Christiano Klingelhoefer e ao primeiro-tenente Benito Serpa. Com o auxílio da Liga das Senhoras Católicas e outros grupos da sociedade civil, a organização criou serviços de alistamento e de instrução, além da assistência às famílias dos combatentes durante o conflito.
Em junho de 1932 a MMDC passou a coordenar completamente suas atividades em harmonia com a direção da conspiração militar, que era chefiada pelo general Isidoro Dias Lopes.
Em julho de 1932, já durante o conflito, a organização já havia arregimentado vários milhares de voluntários para o Exército Constitucionalista, com diversos grupos de assistência e batalhões já iniciando o período de aquartelamento e instrução militar. Segundo Aureliano Leite, somente na capital, em menos de dez dias a MMDC arregimentou cerca de cinco mil cidadãos para atuarem nas frentes de combate.
Iniciado o conflito, a entidade assumiu publicamente suas atividades e a sua relação de competências foi significativamente ampliada, a qual passou a incluir um amplo serviço de propaganda, intendência militar e correio militar em favor do Exército Constitucionalista. Durante o conflito, a MMDC promoveu caravanas de propaganda cívica, com panfletagens diárias nas ruas, divulgação de cartazes e notas publicitárias em rádios e jornais.

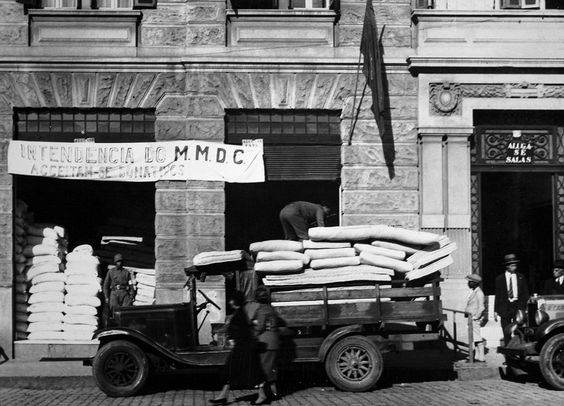
2º Posto de Intendência do MMDC, então sediado no Bairro da Sé, na capital paulista. Um dos diversos Postos de Intendência na Revolução de 1932.

A MMDC possuía diversos postos de atendimento na capital e pelo interior do estado, em cidades estratégicas para o atendimento às tropas, tais como: Itapetininga, Itapira, Franca, Limeira, Campinas, Mogi Mirim, São José do Rio Preto, Birigui, Lorena, Taubaté, Cruzeiro, Guaratinguetá, Cachoeira Paulista, Bauru, Presidente Prudente, Santos, entre outras. A capital paulista era dividida em setores e o interior do estado em distritos.
Com o decreto nº 5.627, de 10 de agosto de 1932, do governador Pedro de Toledo, a MMDC foi reconhecida como milícia civil de utilidade publica e passou a obter suporte direto do Governo de São Paulo. A partir de então a entidade passou a ser incumbida em caráter oficial das funções de: correio militar, assistência às famílias de combatentes e a população civil, propaganda cívica, angariamento e distribuição de donativos, escotismo, assistência sanitária, e outras funções quaisquer que importassem à organização defensiva do Estado de São Paulo. Também foram mantidas e ampliadas as competências de: alistamento, instrução, aquartelamento, abastecimento, transporte e assistência do voluntariado civil, em conformidade com as instruções das autoridades administrativas do Estado e dos Comandos Militares. A sede foi mantida na capital paulista e foram constituídas comissões em todos os municípios do Estado. A organização passou a ser administrada por um Conselho Geral, composto de dez membros, não remunerados, nomeados e presididos por Waldemar Ferreira, então Secretário da Justiça e Segurança Pública do Governo de São Paulo. A segunda diretoria da MMDC passou a ser formada por Júlio de Mesquita Filho, Abelardo Vergueiro César, Alarico Franco Caiubi, Antônio Carlos de Abreu Sodré, Cesário Coimbra, Elias Machado Sodré, Joaquim Celidônio Filho, Jaime Leonel, Luís de Toledo Piza e Mário Bastos Cruz.
Ainda em agosto de 1932, a organização lançou a famosa e memorável campanha de arrecadação de fundos: “Ouro para o bem de São Paulo”, com a finalidade de aquisição de recursos bélicos em favor das tropas paulistas. A campanha foi um sucesso, obtendo ampla arrecadação de todo tipo de artigo em ouro. Muitos doaram joias de grande valor, às vezes cravejadas de pedras preciosas. Outros doaram suas alianças de casamento, por não ter nenhuma outra peça de ouro para dar. Aqueles que aderiam à campanha recebiam certificado com a inscrição "Doei ouro para o bem de São Paulo" e/ou um anel de metal com a mesma frase gravada. Apesar do sucesso, o conflito se encerrou antes que a maior parte dos fundos pudessem ser convertidos em recursos em favor das tropas paulistas. Para que o governo federal não confiscasse o fundo, o comando das forças paulistas doou, antes do fim do conflito, todo o valor remanescente à benemérita Santa Casa de Misericórdia de São Paulo. Com o valor, a instituição construiu para perpétua memória daquele evento cívico e militar um prédio simbólico, no Largo da Misericórdia na capital paulista, cuja arquitetura retratada a bandeira paulista. O projeto foi do Escritório Severo e Villares, datado de 1939 e foi executado pelo Escritório Camargo e Mesquita.
Finda a revolução, em 2 de outubro de 1932, a MMDC foi dissolvida e o seu conselho geral deliberou não se converter em partido político ou atuar partidariamente, optando em preservar o caráter de instituição cívica, sob o lema: “Defender São Paulo na paz, dentro da ordem, pelo voto”.
Em 4 de outubro de 1932, o Conselho Geral do M.M.D.C. publicou a seguinte nota oficial nos jornais paulistanos sobre as razões da dissolução da entidade:
A M.M.D.C., que não poupou esforços para servir a causa constitucionalista, teve sempre cuidados especiais com o tratamento devido aos bravos voluntários. Dispensou-lhes, como era de seu dever, todas as atenções imagináveis.
Agora, ante o desfecho imprevisto que teve a revolução, a M.M.D.C. perdeu, incontinenti, o apoio oficial que a reconheceu, tornando-se impraticável qualquer assistência que, com prazer, ainda prestaria aos nossos heroicos soldados.
Não dispondo de edifícios públicos, não podendo requisitar passagens, e não tendo autoridade para orientar a desmobilização e dar destino aos voluntários, nada poderia a eles oferecer, além dos préstimos pessoais de seus diretores que, como certamente sucederá com as famílias paulistas, estarão prontos a tudo em favor dos nobres defensores do ideal que pôs S. Paulo em armas.
Contudo, acreditamos que os atuais responsáveis pela situação já tenham tomado as medidas aconselháveis, de modo a satisfazer as justas pretensões e direitos dos voluntários do interior do Estado.— S. Paulo, 3 de outubro de 1932. — O Conselho Geral: Carlos de Souza Nazaré — A.C. de Abreu Sofré — Leven Vampré — Silvio Campos — A.C. Pacheco e Silva — Cássio de Macedo Soares — Oscar Machado de Almeida — Vicente Soares de Barros — Luiz de Toledo Pisa Sobrinho — Prudente de Morais Neto.
Nas eleições para a Assembleia Nacional Constituinte, em 3 de maio de 1933, os antigos membros da MMDC atuaram em apoio oficial à “Chapa Única por São Paulo Unido”, que agregava diversos grupos políticos paulistas, de modo a unificar a posição em defesa de um “governo civil e paulista” para o estado.

## M.M.D.C.A.
Alguns historiadores utilizam a sigla MMDCA em homenagem a Orlando de Oliveira Alvarenga, ferido mortalmente a exemplo de seus colegas Martins, Miragaia, Dráusio e Camargo, mas que morreu em agosto de 1932, em razão dos ferimentos. Para homenageá-lo, o governo do Estado criou o "Colar Cruz de Alvarenga e dos Heróis Anônimos". Em 13 de janeiro de 2004, foi promulgada a Lei Estadual 11 658, denominando o dia 23 de maio como "Dia dos Heróis MMDCA", em homenagem a Orlando de Oliveira Alvarenga, alvejado também em 23 de maio e que morreu em 12 de agosto de 1932.

## Toponímia
A toponímia da cidade de São Paulo homenageia todos os nomes e datas da Revolução: as ruas Martins, Miragaia, Dráusio, Camargo, Alvarenga e MMDC se intercruzam no bairro do Butantã, e nas proximidades destas ruas, na praça Waldemar Ortiz existe um discreto monumento. Duas das vias arteriais da cidade homenageiam as datas mais importantes do evento: 23 de maio e 9 de julho, que se iniciam na Praça da Bandeira no centro da cidade. Também em São Paulo existe uma escola no bairro da Mooca que faz uma homenagem e tem em seu nome as iniciais dos quatro heróis.
Nas demais cidades do estado, há ruas homenageando os mártires nas cidades de Campinas, Cotia, Franca, Itaquaquecetuba, Itatinga, Leme, Limeira, Lorena, Piracicaba, São Bernardo do Campo (precisamente no bairro Pauliceia, onde também está localizado um obelisco com as iniciais MMDC), São José dos Campos, São José do Rio Preto, Sorocaba, Itu e Votorantim, além de praças nas cidades de Bauru, Jundiaí, Lorena e São Carlos. Na cidade de São Vicente existe ainda a praça "Heróis de 32", onde foi erigido um monumento e inscrições sobre o fato. Esta praça está localizada na orla da praia do Gonzaguinha, entre a Avenida Antonio Rodrigues e a Rua João Ramalho, altura do número 578.

## Medalha M.M.D.C.
Em 1962, em comemoração ao 30º aniversário da Revolução Constitucionalista, foi criada a distinção conhecida como "Medalha M.M.D.C." pela "Sociedade Veteranos de 32 – MMDC" e oficializada pelo governo do Estado pelo decreto 40 087/1962.

## Galeria de imagens

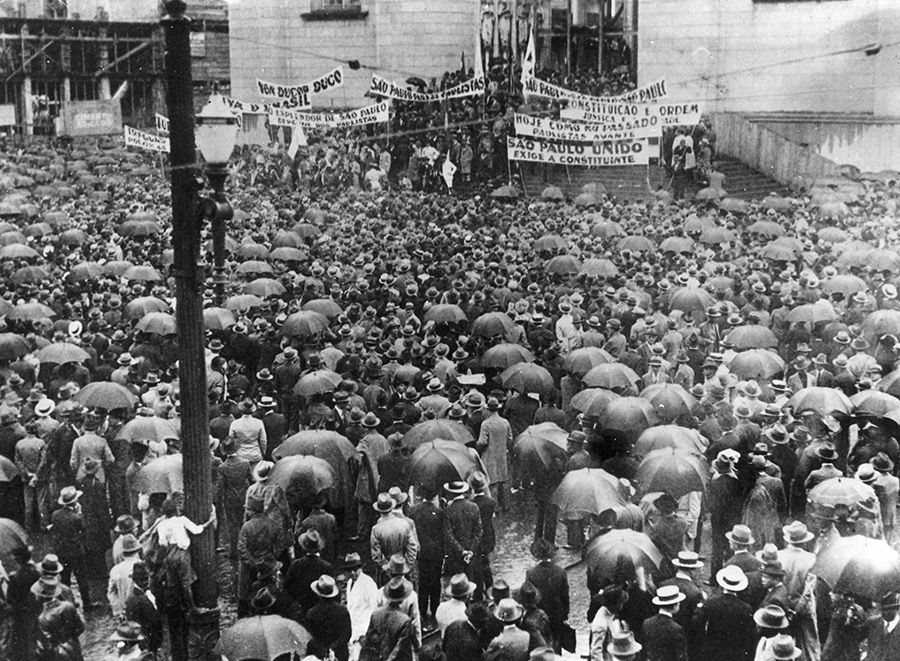
Manifestação na Praça da Sé em 25 de janeiro de 1932. O povo foi às ruas apesar da chuva.
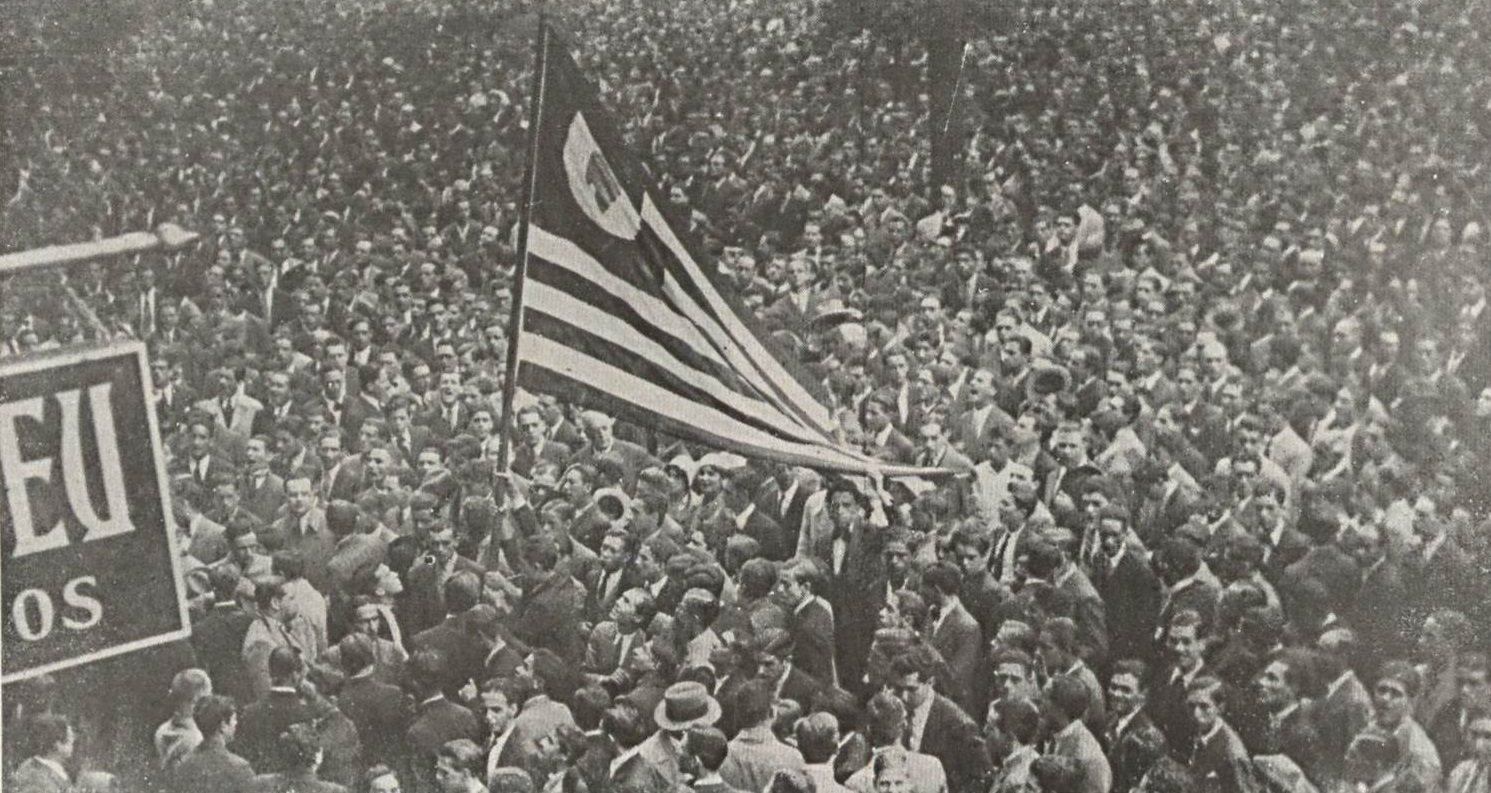
Manifestação na Praça da Sé em maio de 1932.
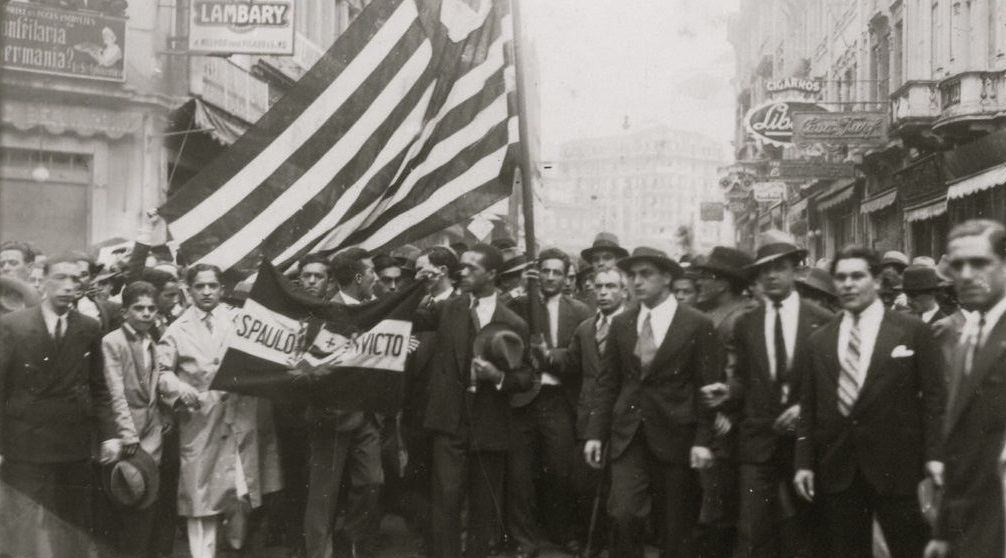
Manifestantes na Rua XV de Novembro em São Paulo, no dia 23 de maio de 1932.
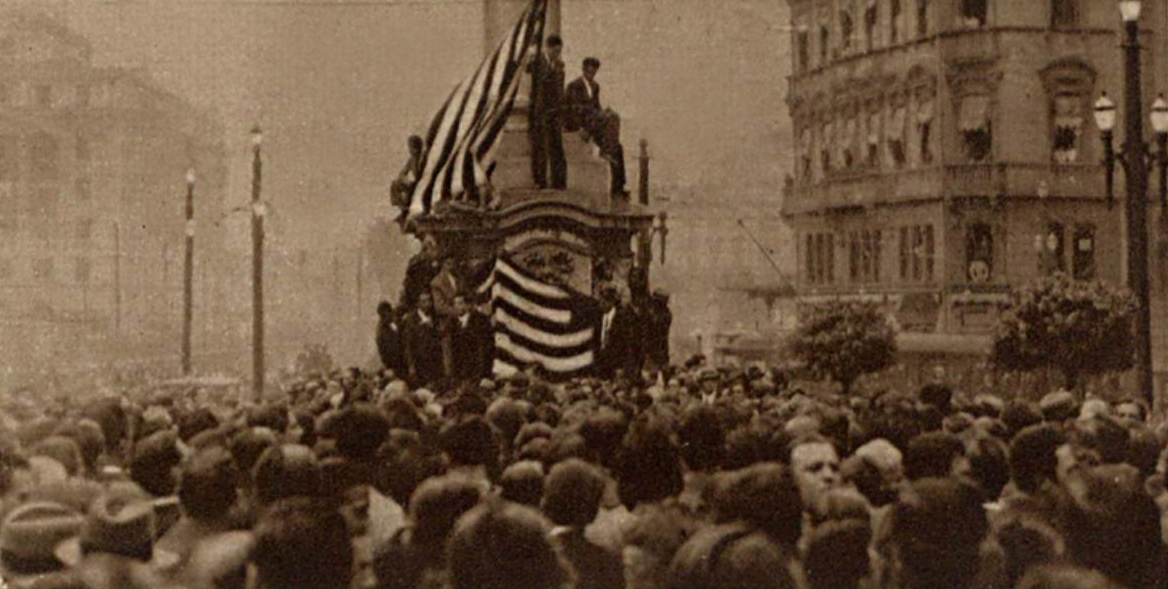
"Meeting" (comício) na Praça do Patriarca em 23 de maio de 1932.
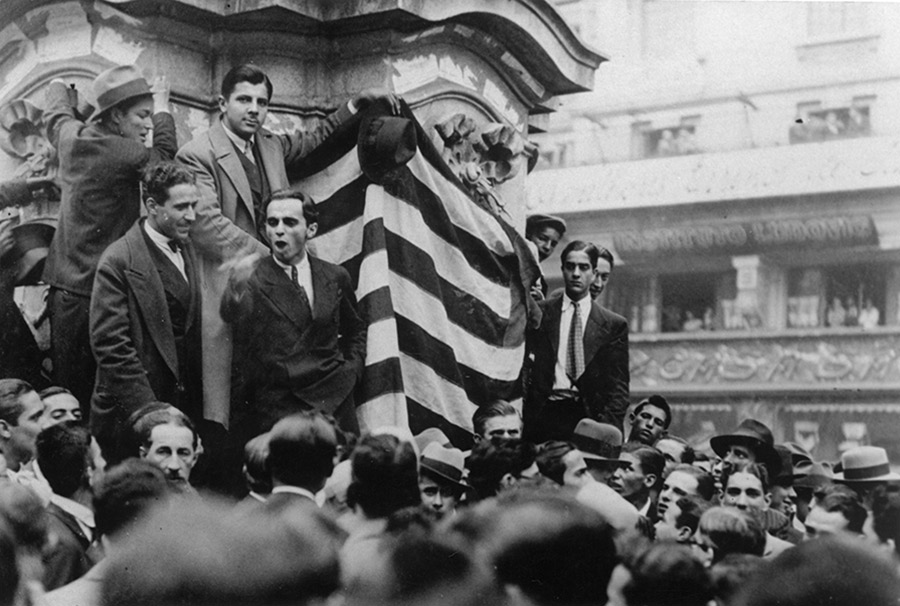
Comício na Praça do Patriarca em São Paulo, em 23 de maio de 1932.
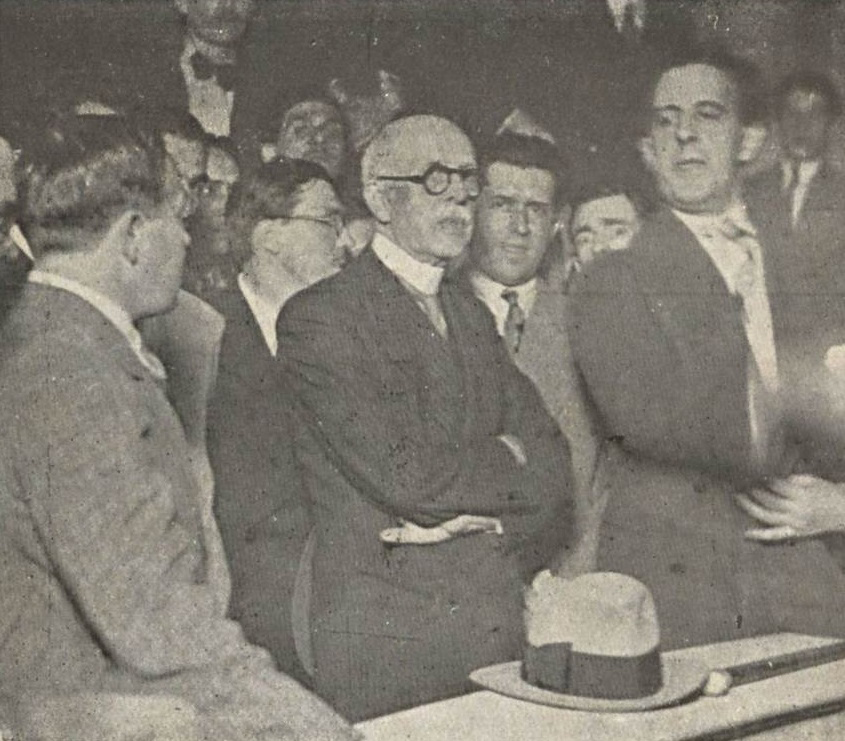
Ibrahim Nobre discursa ao lado do então interventor Pedro de Toledo na sacada da sede do governo, na noite de 23 de maio.
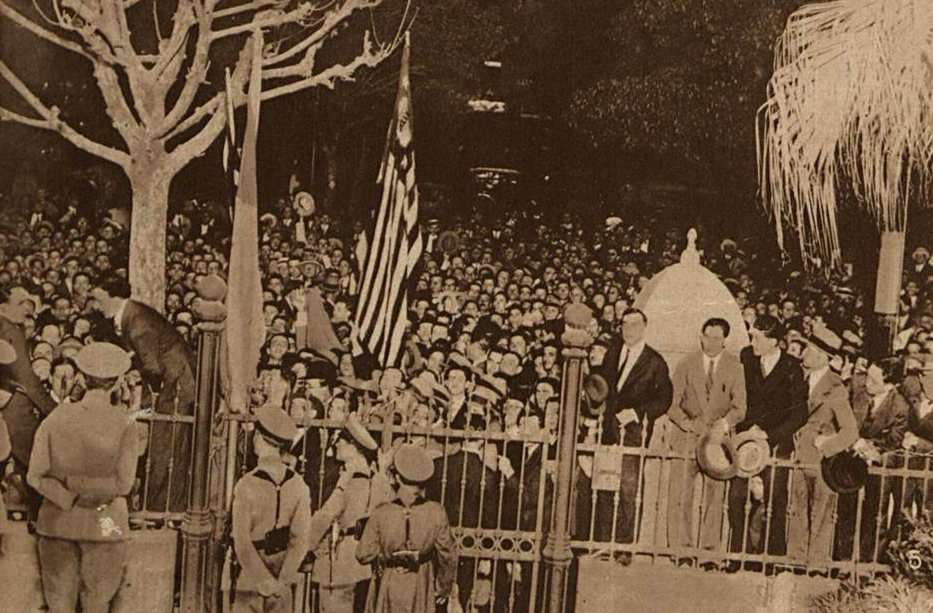
Multidão na Avenida Tiradentes, na noite de 23 de maio. Ibrahim Nobre (terno escuro e próximo à árvore) liderou os populares.
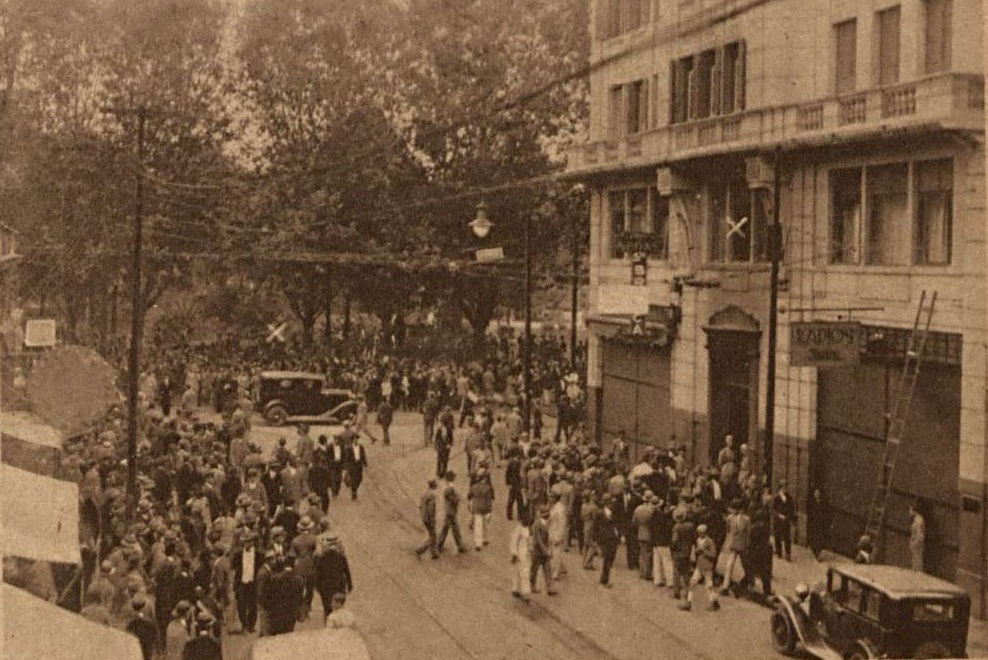
Na imagem é assinalado com um X o local do prédio onde os soldados fizeram a fuzilaria e onde a multidão se abrigou.
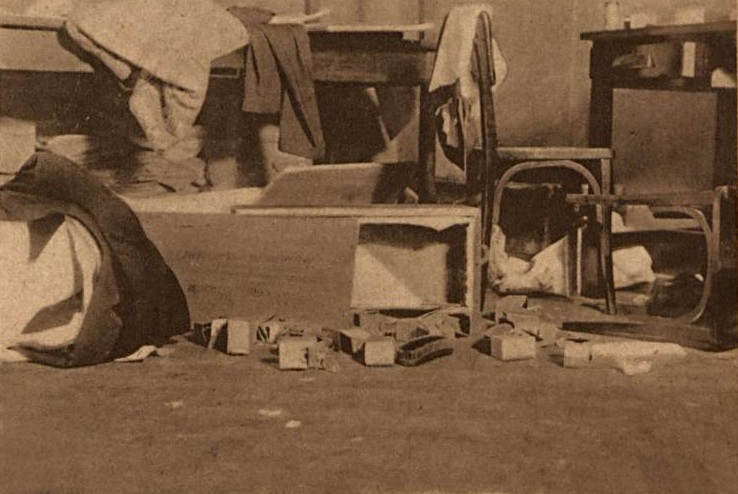
Interior do local onde os soldados fizeram fuzilaria contra os manifestantes, com várias caixas de munição abertas.
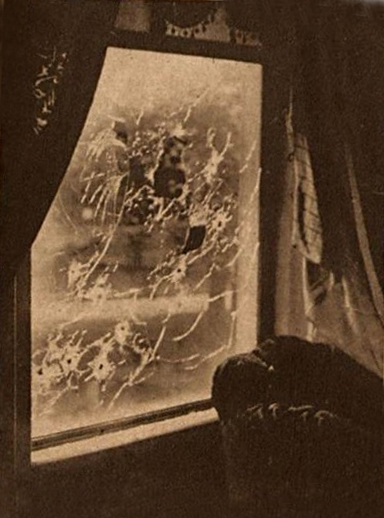
Janela do prédio com evidentes marcas de projéteis, provavelmente da multidão que se defendia da fuzilaria.
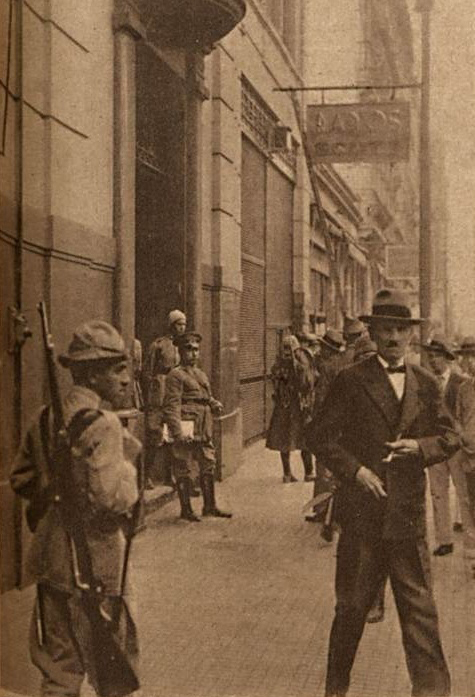
Entrada do prédio guarnecida por soldados da 2.ª Região Militar na manhã de 24 de maio de 1932.
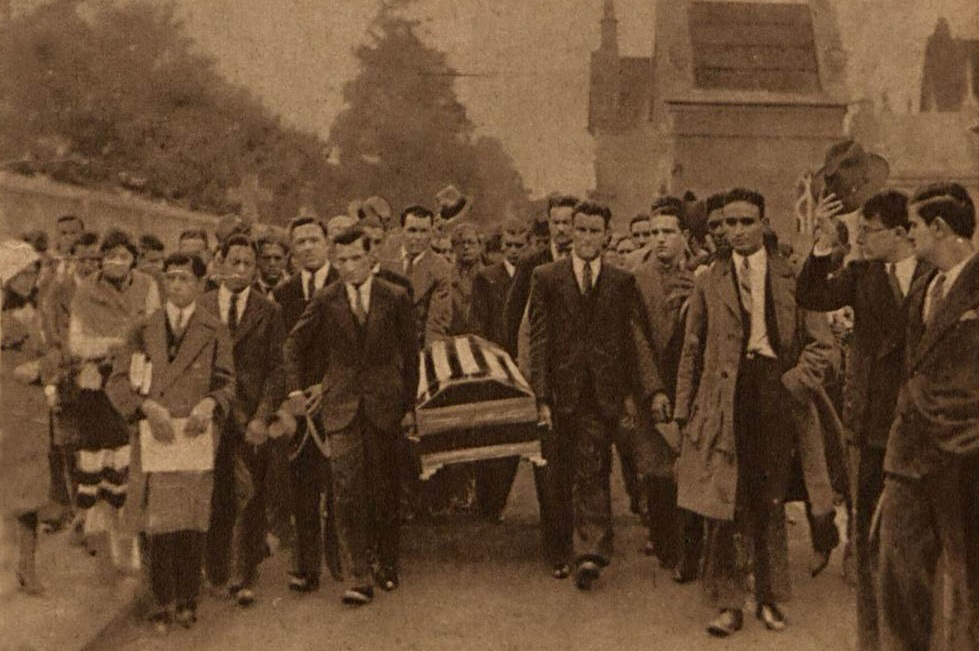
Enterro de Euclides Miragaia em São José dos Campos, em 24 de maio de 1932.
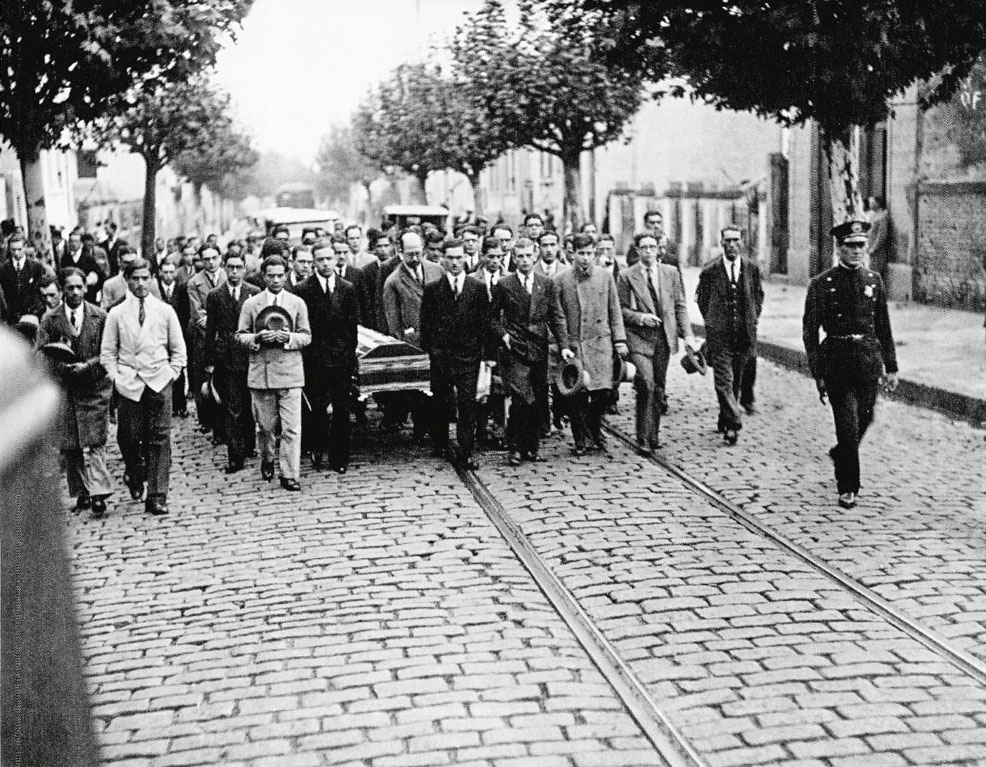
Enterro de Camargo e de Martins em São Paulo, no Cemitério da Consolação, em 24 de maio de 1932.
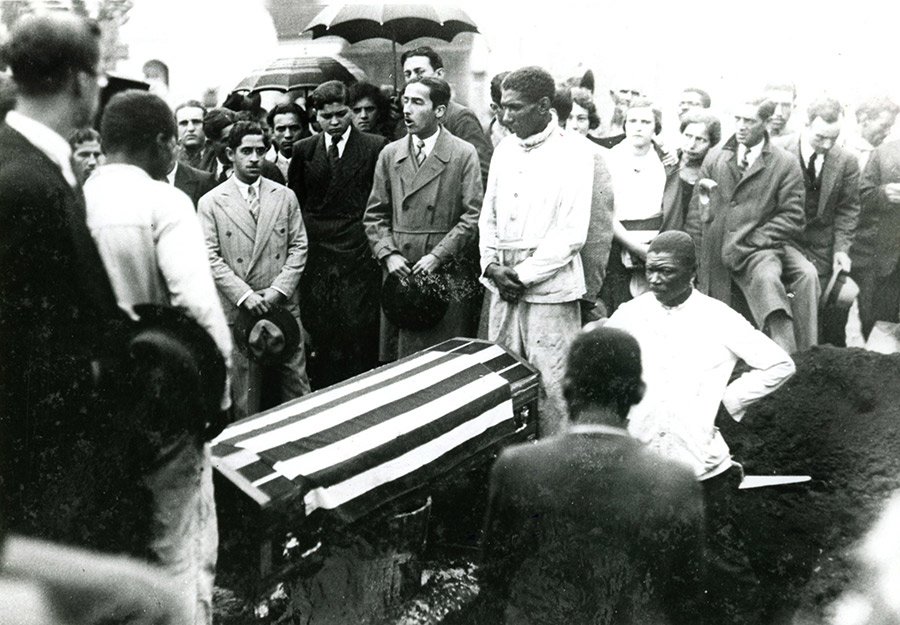
Sepultamento de Dráusio em São Paulo, em 29 de maio de 1932, no Cemitério da Consolação.